# Minneola (tangelo)
« Minneola » redirige ici. Pour les autres significations, voir Minneola (homonymie).
Hybride
Parent A de l'hybridation 
  Citrus reticulata 'Dancy' 
×

Parent B de l'hybridation 
  Citrus ×paradisi 'Duncan' 
Classification phylogénétique
Minneola est un tangelo, hybride d'un mandarinier (Citrus reticulata) 'Dancy' et d'un grapefruit (Citrus ×paradisi) 'Duncan' obtenu par USDA Horticultural Research Station of Orlando (Floride) en 1931. Son beau fruit oranger saturé de la taille d'une orange a une pulpe juteuse et sucrée. Il est reconnaissable à son col.  

## Dénomination
Walter T. Swingle, est le primo-descripteur de 'Minneola' dans son New Citrus Hybrids paru en aout 1931 - première année de commercialisation. Il y décrit une série de nouvelles obtentions de tangelo à partir de croisements réalisés entre 1908 et 1912 par lui-même, E. M. Savage et F. W. Savage en Floride. Ce sont : 
- 'Lake' à fruit précoce qui a fleuri la première fois à Eustis (comté de Lake),
- 'Seminole' d'après les sources du même nom situées dans le comté de Lake,
- 'Minneola' qui a les mêmes parents que 'Lake' et 'Seminole' mais plus tardif, d'après la ville du même nom dans le comté de Lake,

- 'Yalaha', 'Clement' et 'Wekiwa' tous nommés d'après des noms de lieux locaux[2].

Son cou lui vaut l'apparence d'une cloche d'où son autre nom 'Honeybell' (Clochette de miel).

## Description
Fruit de 6,5 à 7,6 cm sur 7,6 à 8,4 cm de large, remarquable par sa couleur rouge oranger lumineux avec un cou ou col prononcé (renflement sommital ou mamelon basal), une peau lisse, une pulpe tendre, juteuse et sucrée. Maturité janvier (hémisphère nord). Il est toujours un fruit du panier de Noël au Etats-Unis.
Il a tendance à l'alternance biennale, il est sensible à la maladie des taches brunes (Alternaria alternata) et à la tavelure. L'arbre est susceptible d'un grand développement à maturité. 
'Minneola' est souvent sexuellement auto-incompatible. La nouaison des fruits est augmentée par pollinisation croisée (on trouve recommandée les tangerines 'Temple', 'Sunburst' les satsuma conviennent aussi). La fécondation par 'Orlando' et ' Seminole' a tendance à produire des graines.

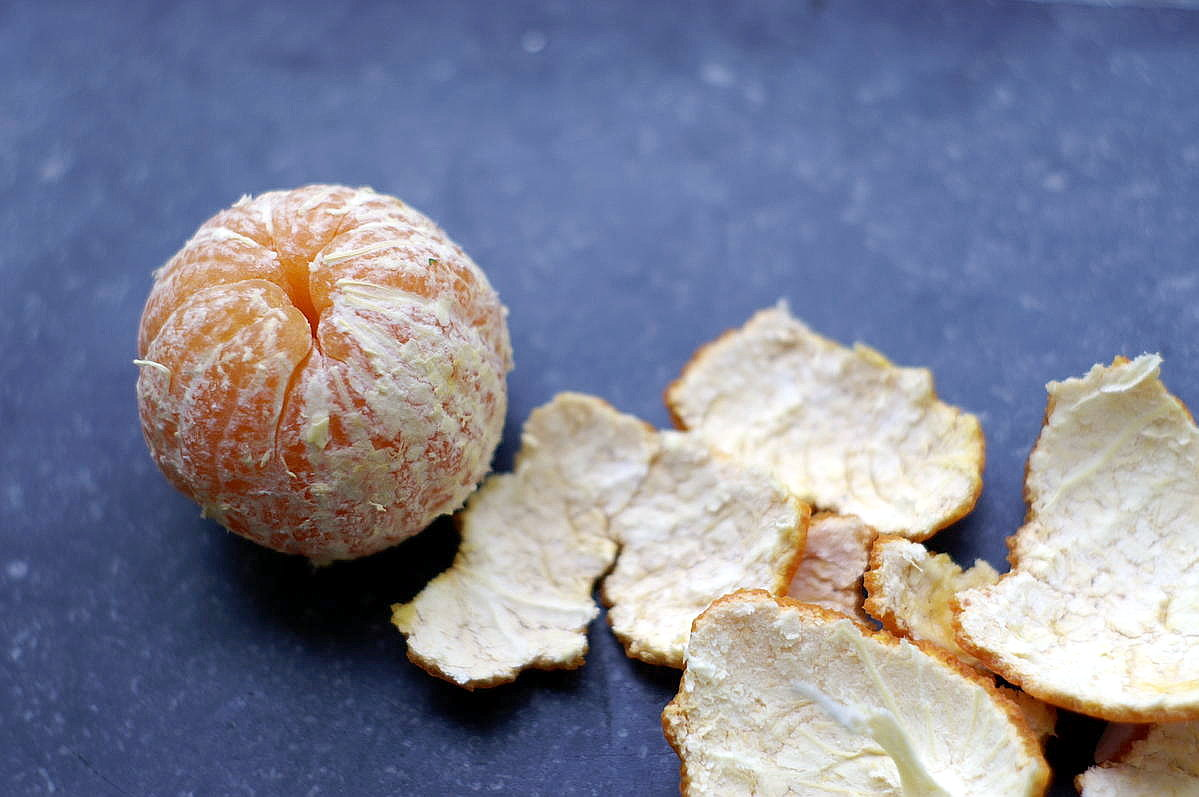
'Minneola' est un tangelo facile à peler

Facile à peler, il est utilisé comme fruit de table ou dans la salades de fruits. Il est largement cultivé dans les pays agrumicoles chauds jusqu'à l'Iran, dont les pays africains. Il est inexistant en Asie de l'est.

### Phylogénie et descendance
Citrus paradisi 'Dunkan' pollinisé par la tangerine 'Dancy'.
- 'Winola' est un hybride triploïde de la mandarine 'Wilking' x 'Minneola'[12], remarquable par sa maturité tardive (aout) et principalement cultivé en Floride, en Israël et en Turquie[13].
- Hybride 'Trifeola' (Minneola x Poncirus trifoliata) est un porte-greffe sud-africain[14].

### Huile essentielle
L'huile de feuille a pour principal composant le linalol (31,6 %), le cis -β-ocimène (16,1 %) et le γ-terpinène (14,3 %). Celle de l'écorce de fruit est uniquement dominée par le D-limonène (82 %). Elle a été décrite comme un agent antibactérien (in vitro) prometteur contre les souches multirésistantes avec un profil de sécurité élevé (2025).

### voir aussi
- Agrumes dont le fruit a un cou: Dekopon, Haruka, Sanbokan (Citrus sulcata 'Takahashi'), Sampson (cou peu marqué)

- Citrus ×tangelo, Cocktail (pamplemousse), Mapo (agrume), Ugli, Wekiwa (agrume).